# Culicoidini
Culicoidini es una tribu de dípteros nematóceros perteneciente a la familia Ceratopogonidae.

## Géneros
Géneros según BioLib
- Culicoides Latreille, 1809
- Paradasyhelea Macfie, 1940
- Washingtonhelea Wirth & Grogan, 1988